# Thematikus szerep
A thematikus szerep a generatív nyelvészet, illetve a strukturális nyelvészet elméletében használt terminus. Thematikus szerepnek nevezzük azt a fogalmi szerepkört, melyet egy ige argumentumstruktúrájában elhelyezkedő főnévi csoport betölt. Igék esetén, argumentumoknak nevezhetjük az ige által megkövetelt, illetve megengedett (fakultatív) vonzatokat, valamint ezek szemantikai tulajdonságait (azonban argumentuma mellékneveknek valamint viszonyjelölő főneveknek is lehet). A szemantikai tulajdonságokat azért tekintjük az argumentum részének, mert az igék gyakran csak bizonyos szemantikájú vonzatokat engednek meg. Például az olvas ige alanyi vonzata csak élőlény lehet. 

A thematikus szerepeket „kiosztó” szavakat vagy szócsoportokat régensnek nevezzük. Azt, hogy egyes igék (vagy melléknevek, főnévi csoportok) milyen, illetve mennyi thematikus szerepet osztanak ki, úgynevezett théta-kritériumok határozzák meg, melyek univerzális szabályszerűségeknek tekinthetők. Ezek a théta-kritériumok határozzák meg például, hogy egy mondatbeli főnévi csoport szükségszerűen argumentuma egy régensnek, tehát thematikus szerepet kell kapnia, vagy maga is régens, illetve csak egyetlen egy thematikus szerepet tölthet be. Ezzel magyarázható az olyan mondatok, mint a Jancsi fut egy labdát. agrammatikussága, hiszen a fut igének egyetlen argumentumpozíciója van, melyet Jancsi foglal el, és ennek megfelekően thematikus szerepet is kap. Az egy labdát így nem argumentuma az igének, tehát thematikus szerep nélküli főnévi csoport. 

## Fontosabb thematikus szerepek
A thematikus szerepeket egymástól tipikusan szemantikai jegyei különböztetik meg. Főbb thematikus szerepek: 
- Ágens (jelölése AG), vagyis a cselekvő thematikus szerepe pl. Béla már megcsinálta a leckéjét., ahol Béla az AG.
- Patiens (jelölése PAT), vagyis az elszenvedő thematikus szerepe pl. Béla meghízott., ahol Béla a PAT.
- Experiens (jelölése EXP), vagyis az átélő thematikus szerepe pl. Béla gyűlöli a lustaságot., ahol Béla az EXP.

Az egyes thematikus szerepeket betöltő főnévi csoportok szintaktikai funkciója (tehát az, hogy alanyi, tárgyi stb. funkciót töltenek be mondattanilag) nem függ a thematikus szerepüktől. Például az a váza főnévi csoport két különböző szintaktikai funkciót tölt be az alábbi mondatokban, annak ellenére, hogy mindkét mondatban patiensi thematikus szerepet tölt be: 
- Péter eltörte a vázát., ahol tárgy.
- A váza törik., ahol alany.

## Protoszerepek
A thematikus szerepeknek az a hátránya, hogy számuk a végtelenségig szaporítható. Ezen felmerülő problémát kezelhetik a protoszerepek. 

„A thematikus szerepeket szemantikailag a következőképpen célszerű definiálni. Egy adott thematikus szerep mindazoknak az implikációknak a halmaza, amelyek a predikátumosztály adott argumentumából adódnak. Például az ‘x meggyilkolja y-t,’ ‘x megjelöli y-t,’ ‘x megkérdezi y-t’ esetében az x argumentumra vonatkozóan közös implikációk a következők: (a) x szándékosan cselekszik, (b) x egy y-t is involváló esemény okozója, (c) x mozog vagy külső változáson megy át. A megöl ige esetében nincs jelen az (a) implikáció, a néz esetében a (b) implikáció, a megért esetében pedig hiányzik a (c) implikáció. 

Az implikációk száma és súlya különböző lehet. Ha az ágensre vonatkozó összes implikáció jelen van, akkor protoágensi szerepről, ha a patiensre vonatkozó összes implikáció van jelen, protopatiensi szerepről beszélünk.” 

A protoágensi szerep tulajdonságai: 
1. x szándékosan vesz részt az eseményben;
2. x percipiálja/appercipiálja az eseményt;
3. x egy esemény okozója;
4. x egy mozgásesemény résztvevője;
5. x az eseménytől függetlenül létezik.

A protopatiensi szerep tulajdonságai: 
1. y állapotváltozáson megy át;
2. y az esemény révén jön létre, vagy az esemény y-ra irányul;
3. y az okozott;
4. y nem vesz részt a mozgáseseményben;
5. y nem létezik az eseménytől függetlenül.

A hagyományos thematikus szerepek tehát vagy egyértelműen besorolhatók ezen két kategóriába, vagy valamilyen átmenetet képeznek.